# Baisse-Spread

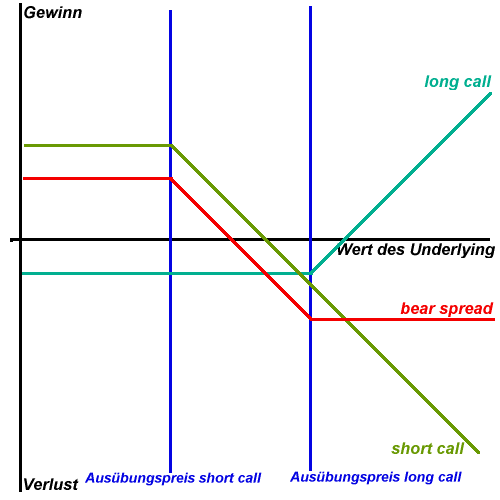
Auszahlungsdiagramm zu einem Baisse-Spread

Ein Baisse-Spread (englisch bear spread oder bearish vertical spread) ist eine Optionsstrategie, mit welcher man auf ein Fallen des Preises des Basiswertes spekuliert. Der Basiswert ist häufig ein Index, es kann aber jeder beliebige andere Basiswert genommen werden.
Um einen Baisse-Spread zu konstruieren, kauft man eine Kaufoption (Call) (man nimmt die long-call-Position ein) und verkauft gleichzeitig eine Call-Option (man nimmt die short-call-Position ein). In aller Regel ist das Ausübungsdatum der beiden Optionen gleich, jedoch hat die long-call-Position einen höheren Ausübungspreis als die short-call-Position.
Einen Baisse-Spread kann man auch aus zwei Verkaufsoptionen (Puts) konstruieren, alle anderen Eigenschaften der Optionen bleiben gleich.
Einen Gewinn erzielt man mit dieser Strategie über einen fallenden Kurs des Basiswertes. Allerdings steigt der Gewinn nur so lange, bis der Kurs des Basiswertes den niedrigeren der beiden Ausübungspreise erreicht. Weiter fallende Kurse bringen keinen weiteren Gewinn mit sich. Der Verlust ist ebenso begrenzt. Dieser weitet sich nicht mehr aus, wenn der Kurs des Basiswertes den höheren der beiden Ausübungspreise überschreitet. Der maximale Verlust bedeutet den Komplettverlust der gezahlten Optionsprämie für die Long-Position, abzüglich der erhaltenen Optionsprämie für die Short-Position.
Das Gegenteil eines Baisse-Spread ist ein Hausse-Spread.